# Leptopholcus brazlandia
Leptopholcus brazlandia là một loài nhện trong họ Pholcidae. Loài này được phát hiện ở Brasil.